# The Bone Snatcher
The Bone Snatcher è un film del 2003 diretto da Jason Wulfsohn.

## Trama
Il dr. Straker e un team di ricerca vengono inviati nel deserto per scoprire perché i geologi di una spedizione di diamanti hanno perso il contatto radio.